# El-Fajhá FC
Az El-Fajhá FC egy szaúd-arábiai labdarúgócsapat, amelynek székhelye El-Madzsmaha városában található. A klub a szaúd-arábiai első osztályban, a Pro League-ben szerepel. Hazai mérkőzéseit a 7 000 néző befogadására alkalmas El-Madzsmaha Sportvárosban játssza.

## Sikerlista
- Király Kupa
  - Győztes (1): 2021–22

- Szaúdi Szuperkupa
  - Döntős (1): 2023

- First Division League
  - Feljutó (2): 2016–17, 2020–21

- Second Division League
  - Feljutó (3): 1984–85, 2003–04, 2013–14

## További hivatkozások
- Hivatalos honlapja